# Sauzon
Sauzon is een gemeente in het Franse departement Morbihan (regio Bretagne). De plaats maakt deel uit van het arrondissement Lorient. De gemeente telde 1.043 inwoners op 1 januari 2022. Het is een van de vier gemeenten op het eiland Belle-Île-en-Mer. De bevolking van Sauzon leefde oorspronkelijk voornamelijk van de visserij. Vanaf de twintigste eeuw werd het toerisme steeds belangrijker. 
De vuurtoren aan de ingang van de haven werd gebouwd in 1859. Typisch zijn de huizen in pastelkleuren.

## Geografie
De oppervlakte van Sauzon bedroeg op 1 januari 2022 22,11 vierkante kilometer; de bevolkingsdichtheid was toen 47,2 inwoners per km².

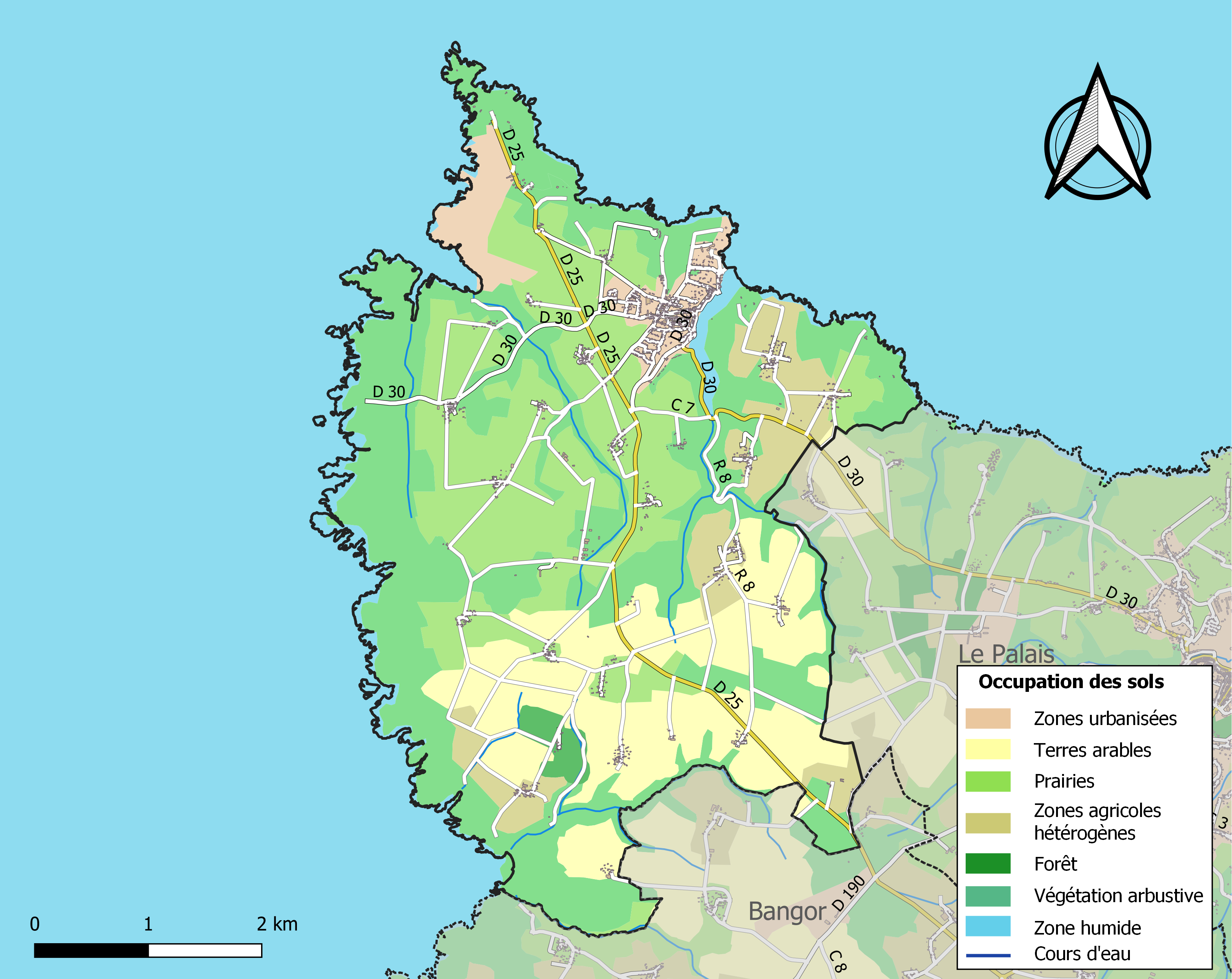
Kaart van de gemeente met de belangrijkste infrastructuur, bodemgebruik en omliggende gemeenten

## Demografie
Onderstaande figuur toont het verloop van het inwonertal (bron: INSEE-tellingen).

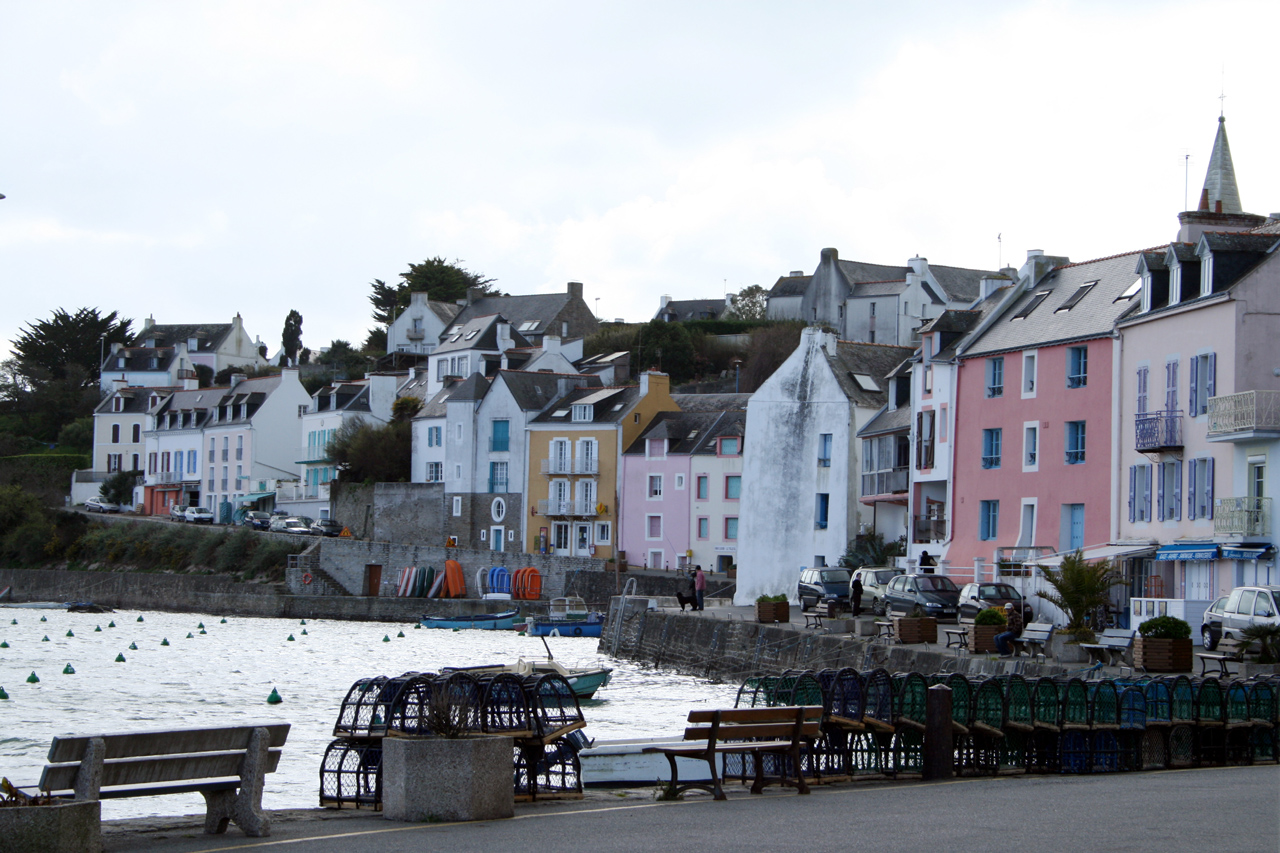
Sauzon

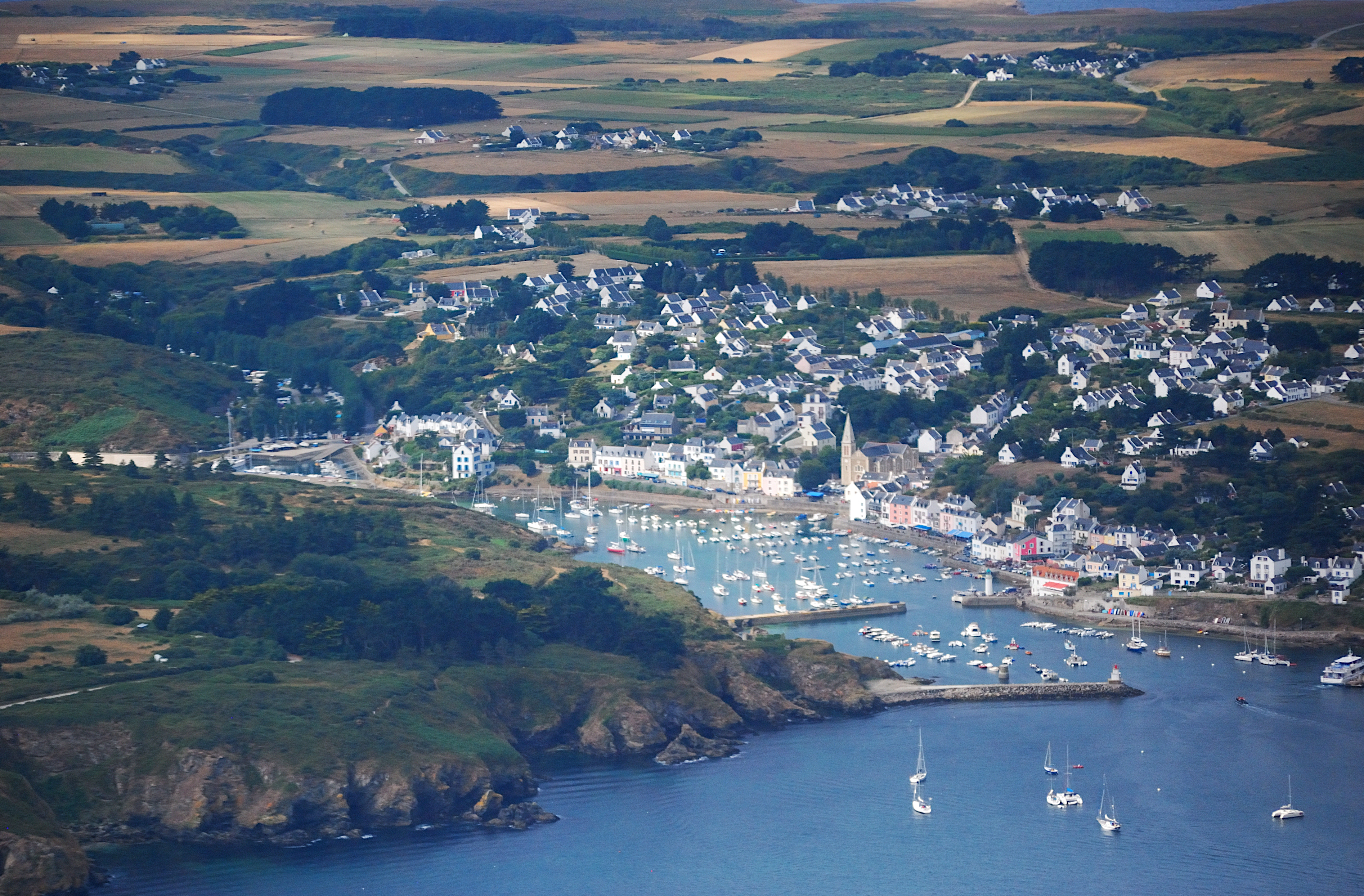
haven